# Angyalvár
Az Angyalvár (olaszul: Castel Sant’Angelo, latinul: Moles Hadriani) Hadrianus császár síremléke Rómában; a város egyik legismertebb, legtöbbet mutatott műemléke. A Tevere jobb partján áll és a folyón átívelő Angyal-híd (Ponte Sant’Angelo) köti össze a várossal.

## Története

### Építése
Hadrianus császár saját síremlékének emeltette a halikarnasszoszi mauzóleum mintájára. Az építkezést 123-ban kezdték el, és csak Hadrianus utóda, Antoninus Pius fejeztette be 139-ben. Hadrianus hamvait 139-ben hozták át végleges helyükre vörös porfír hamvvederben. Caracalla uralkodásáig ez maradt a császárok temetkezőhelye.
A Moles Hadriani néven ismert építményt Aurelianus császár falrendszerének egyik központi védművévé alakíttatta. 537-ben a város védői ezek között a falak között képesek voltak ellenállni a várost megostromló Vitigis keleti gót királynak. A legenda szerint ekkor semmisültek meg a párkányzatot díszítő szobrai, amelyeket a védők parittyaköveik elfogytán darabokra törtek, hogy azokkal folytassák a harcot.

### Nevének eredete
Nevét az 590-ben pusztító pestisjárvány idején kapta, miután I. Gergely pápa könyörgő körmeneteket tartott a járvány elhárítására. A legenda szerint egyszer a vár tetején meglátta Szent Mihály arkangyalt, amint visszahelyezi hüvelyébe a büntetés kardját, így jelezve a járvány végét.
A látomás emlékére IV. Bonifác pápa (608–615) kápolnát építtetett a mauzóleum tetejére. Ezt az újkor elején elbontották és helyére az arkangyal szobra került.

### A középkorban
Az ezredforduló előtt egymással (is) civakodó római mágnáscsaládok költöztek az épületbe és innen akarták a pápákat befolyásolni, jövedelmeiket megkaparintani.
1084-ben a Canossa-járással megalázott IV. Henrik bosszúja elől ide menekült VII. Gergely pápa. A pápát szorongatott helyzetéből hűbérese, a normann Robert Guiscard mentette ki.
III. Miklós pápa 1277-ben titkos alagúttal kötötte a Vatikánhoz. A köznyelvben corridore (folyosó) néven ismert Passetto di Borgo lehetővé tette, hogy a pápa bármikor átmenekülhessen a várba. Az építmény rendkívül hasznosnak bizonyult, legalább két pápa életét mentette meg.
A pápák avignoni fogsága idején (1309–1377) az erődítmény nagy részét elbontották. A polgárok 1379-ben megkísérelték lebontani: szerencsére csak a márványborítás esett áldozatul. A visszatérő pápa elleni felkelés vérbe fojtása után a pápai állam felépítette az Apostoli Palotát azzal a koncepcióval, hogy ezt szükség esetén az Angyalvárból védelmezhessék, ezért a 15. századtól Róma erődje volt.
1395-ben IX. Bonifác pápa Niccolò Lamberti katonai építészre bízta az újjáépítést és a védművek fejlesztését. Lamberti a bejáratok számát egyetlen, felvonóhíddal védett kapura csökkentette.
A védműveket VIII. Orbánig gyakorlatilag minden pápa fejlesztette.
- 1450-ben a zarándokok tömege alatt leszakadt az Angyal-híd, amelynek kövei között mintegy kétszázan haltak meg.[1]
- 1492-ben a hírhedt Rodrigo Borgia, azaz VI. Sándor pápa Antonio Giamberti da Sangallo építészt bízta meg a további erődítéssel,[3] aki négy bástyát épített az alapnégyszögre.[1] A bástyákat a négy evangélistáról nevezték el.[2] Ugyanő elkezdte a belső tereket pápai rezidenciává alakítani. A termeket Pinturicchio freskói díszítették.[3]
- Ide menekült és hónapokig itt védekezett VII. Kelemen pápa, amikor V. Károly zsoldoshadserege 1527-ben elfoglalta és kifosztotta Rómát (Sacco di Roma). Az ostrom idején Cellini innen lőtte ágyúival az ellenséges hadat. Az igazi reneszánsz személyiség Cellini önéletrajzában azzal kérkedik, hogy személyesen ő lőtte halálra az ostromló Bourbon Károly hadvezért (Bourbon-connétable).[2]
- Az ostrom tapasztalatainak hatására V. Piusz pápa (1566–1572) hatalmas, ötszögű sánccal vetette körül a várat.[2]
- VIII. Orbán pápa (1623–1644) állandó véderőként svájci zsoldosokat alkalmazott és laktanyát építtetett nekik a sáncon belül.[2]

Egyes részeit börtönnek is használták. Raboskodott itt például Giordano Bruno, Beatrice Cenci, Benvenuto Cellini és Alessandro Cagliostro is.

### Az újkorban
Nyugodtabb időkben a pápák nyári lakhelye volt, ezért falfestményekkel díszítették és választékos ízléssel bútorozták. A felső részén V. Miklós pápa (1447–1455) kezdte el kiépíteni a pápai lakosztályt. Ezt a munkát III. Pál pápa (1534–1549) idején fejezték be.
1870. szeptember 20-án az őrség behódolt a várost elfoglaló olasz csapatoknak. Ezután az épületet államosították és börtön, majd kaszárnya lett. Restaurálását 1905-ben kezdték el. 1933 óta múzeum.

## Az épület
Alapja egy 84 méter élhosszú négyzet, amelyen egy 61 m átmérőjű, 19,8 m magas henger áll. A henger belsejében egymás alatt négy kamra található (a legalsó a sírkamra). Ezeket spirális folyosó veszi körül.
Falait eredetileg márvánnyal burkolták és szobrokkal (egyebek közt Hadrianus hatalmas szobrával) díszítették. Az erőddé alakítása óta síremlék jellegének nyoma sem maradt: bástyáinak vastag téglafalaiban lőrések nyílnak. Fölöttük a dombon további bástyák, sáncok emelkednek. Az építményegyüttest fehér márvány galéria koronázza széles lapostetővel. Legfölül Szent Mihály arkangyal szobra éppen hüvelyébe taszítja a kardját.
Az épület tetejére 1500 körül Baccio da Montelupo Szent Mihályt ábrázoló márványszobrát állították. Ezt 1753-ban váltották fel Peter Anton von Verschaffelt bronzszobrával. A Montelupo-féle Szent Mihály az egyik belső udvaron áll.

## Berendezése
A bejáraton az út szintje alatt 3 méterrel kialakított előtérbe jutunk. A bejárattal szemben kialakított kápolna szép homlokzatát állítólag Michelangelo tervezte.
Az innen induló, csigavonalban 125 m hosszú feljáró 12 métert emelkedik. Ezen a kaptatón álltak eredetileg a császárok hamvvedrei. Ahol Hadrianus urnája állt, egy márványtáblán olvasható a császár verse:
Animula vagula blandula / hospes comesque corporis / quae nunc abibis in loca / pallidula rigida nudula /nec, ut soles, dabis iocos? (Lelkecske, kóborka, dévajka / Testem vendége, s társa te / Mely tartományba utazol? / Dermedtbe ködösbe, sápadtba, / Kis tréfáidnak vége már.)
A rámpa alatt alakították ki a talajvizet elvezető csatornarendszert. Az egykori szellőzőaknákat befalazták és börtöncellákká alakították.
Az építmény két kis díszudvara közül a Cortila d'Angelo Giacomo Della Porta munkája. Itt áll a névadó arkangyal első (márvány) szobra, amely két és fél évszázadig koronázta az épületet. Az ebből az udvarból nyíló helyiségekben helyezték el a múzeum fegyvergyűjteményét.
A pápa lakosztálya, a Sala Paolina az átalakítást befejező III. Pál pápáról kapta nevét. Falait Raffaello tanítványainak (például Perin del Vaga) mitológiai freskói díszítették. A lakrész szobái közül a Sala del Consiglio a legkedveltebb. A többit is kitűnő festmények díszítik, egyebek közt Luca Signorelli és Dosso Dossi munkái. VII. Kelemen pápa fürdőszobáját Giulio Romano műhelye festette ki.
A folyosóról benézhetünk a 19. század első felében itt raboskodott politikai foglyok, a carbonarók szobáiba. Ezek a lakrészek lényegesen lakályosabbak, mint a lenti cellák. A lapostetőre lépcsőn juthatunk fel.

## Környezete
Az újjáépített Angyalhidat a Bernini széllelbélelt őrülteinek nevezett szobrok díszítik. A szoborcsoport legtöbb angyalát a kor szokása szerint mesterük tervei alapján Giovanni Lorenzo Bernini tanítványai faragták. Nevüket onnan kapták, hogy az angyalok köpenyét szél dagasztja, cibálja. Két angyalról tudjuk, hogy maga Bernini faragta:
- az INRI szót tartó és
- a töviskoronát viselő.

Ez a két szobor annyira megtetszett IX. Kelemen pápának, hogy az eredeti szoborcsoportot az időjárástól óvandó múzeumba helyeztette, a hídra pedig másolatokat tétetett. Ezeket Bernini halála után, 1688-ban állították fel. Az eredeti angyalok ma a római Sant'Andrea delle Fratte-templomban állnak.

## Látogatása
A látogatók megtekinthetik az ókori spirális feljárót és a császárok egykori temetkezőfülkéit. A múzeumban látható egy fegyvergyűjtemény és az épület történetét bemutató tárlat is.

## Galéria

Kilátás a Vatikánra az Angyalvárból

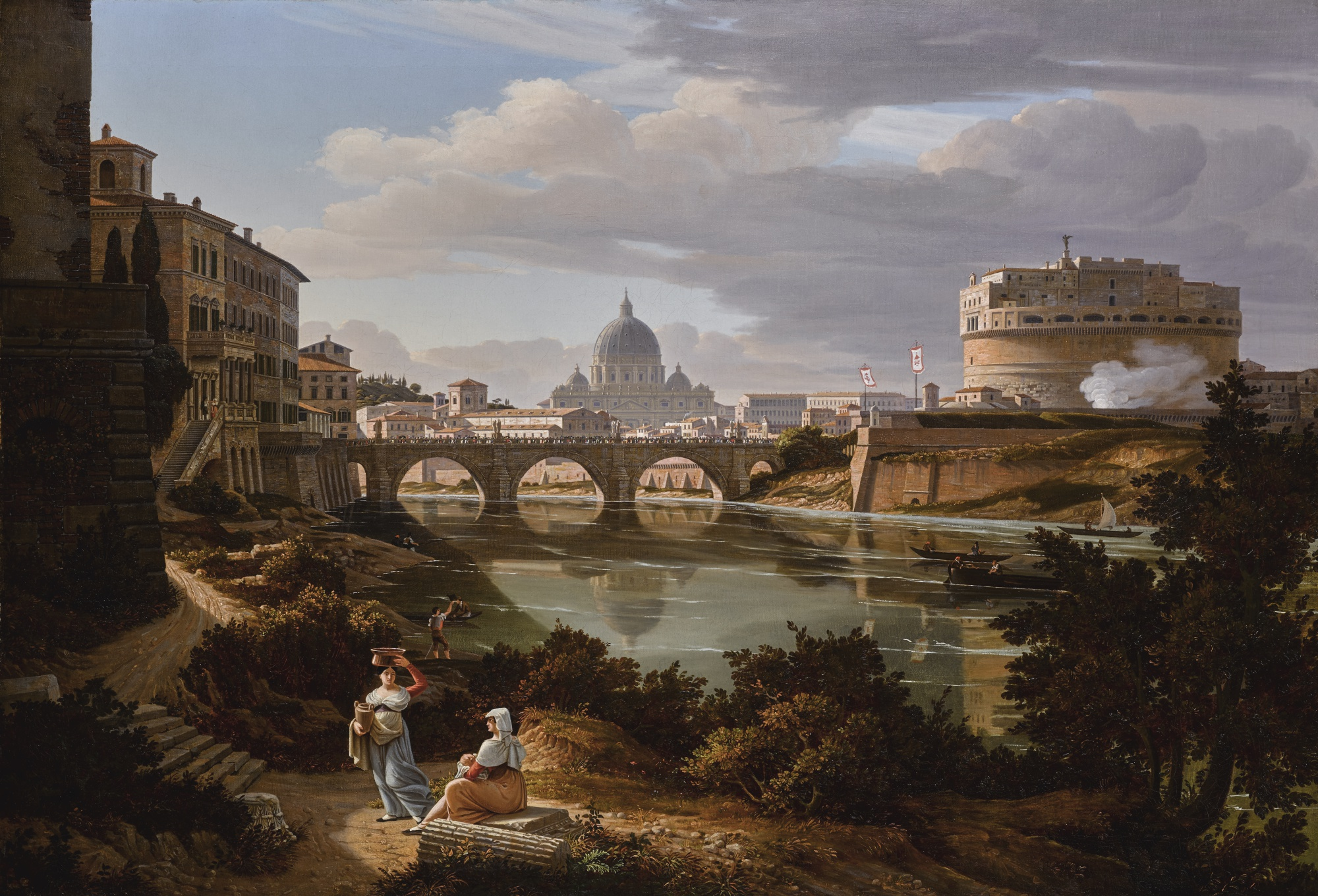
19. századi festményen
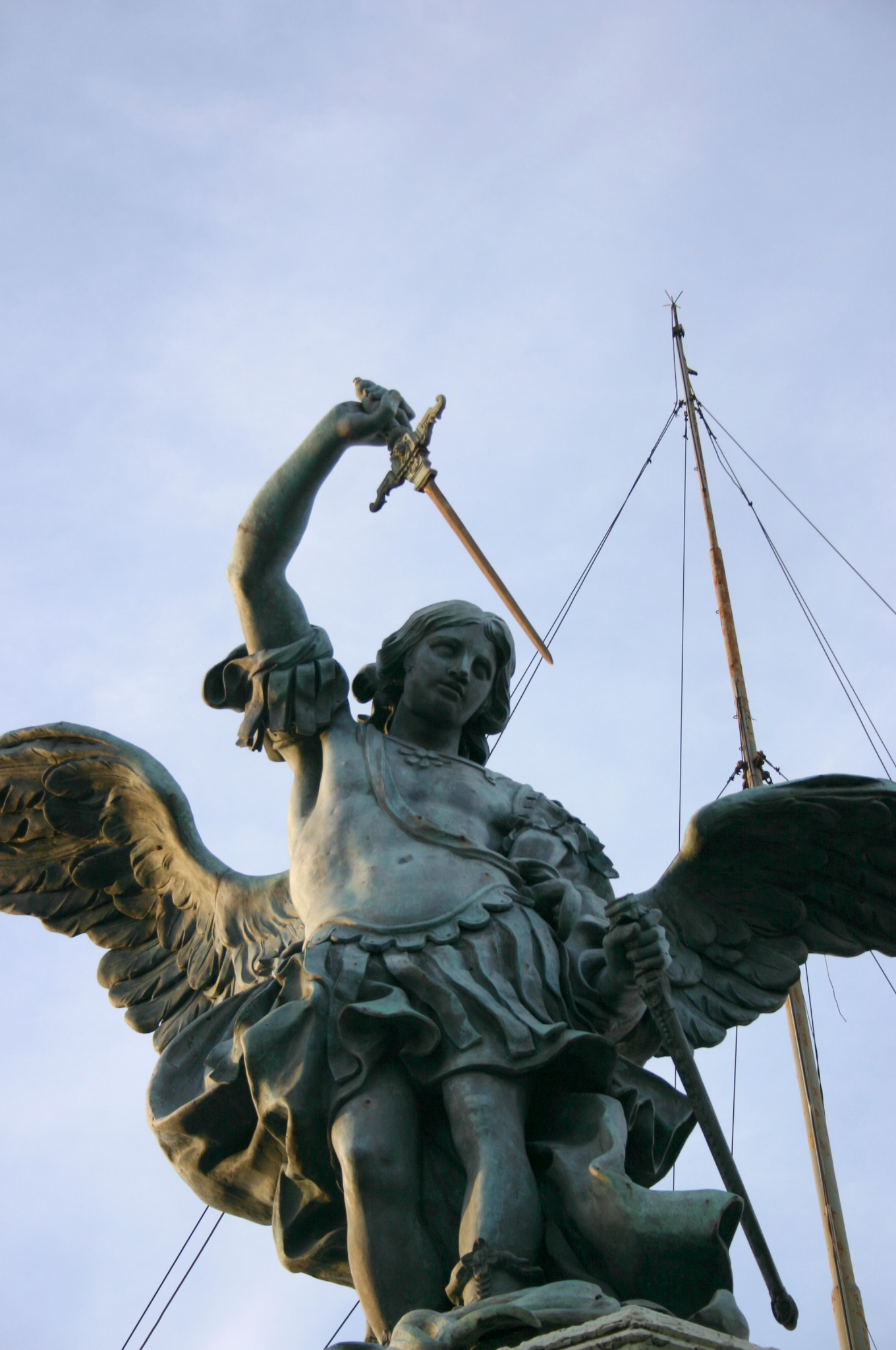
A bronzszobor az építmény csúcsán
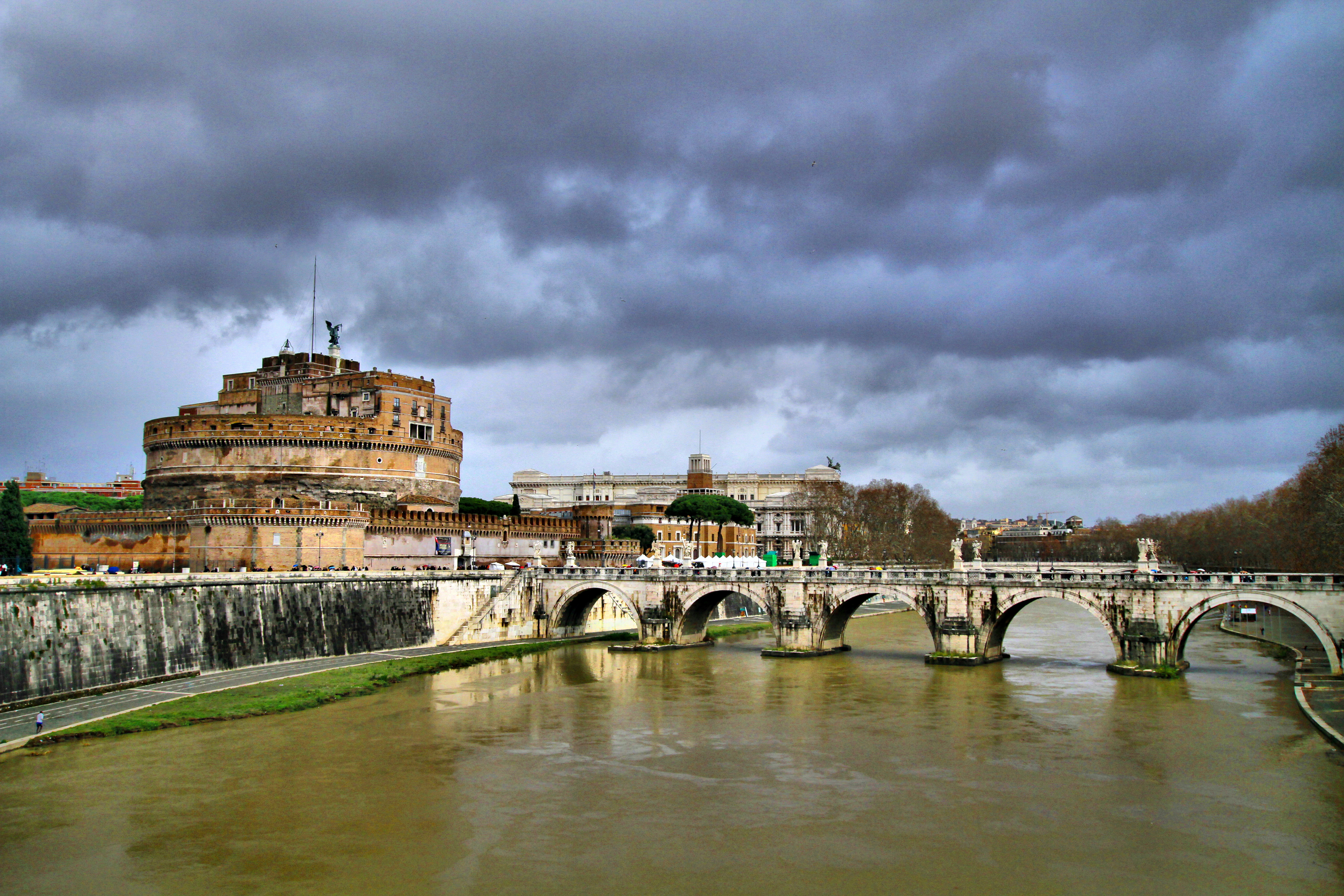
2010-es látkép

## A kultúrában
- Dan Brown 2000-ben megjelent Angyalok és démonok című regénye és a regény alapján készült 2009-es azonos című filmn egyik fontos helyszíne.
- Szerepet játszik a Gregory Peck és Audrey Hepburn főszereplésével készült, 1953-ban bemutatott Római vakáció című filmben.
- Giacomo Puccini Tosca című operájában a harmadik felvonás helyszíne.
- Jókai Mór: Mire megvénülünk című regényében itt játszódik A menyasszonyvivés fejezet.